# Zlatý potok v Pošumaví
Zlatý potok v Pošumaví je přírodní památka ve správních územích obcí Chroboly, Mičovice, Nebahovy a Vitějovice v okrese Prachatice v Jihočeském kraji. Vyhlášena byla k ochraně společenstev v nivě Zlatého potoka s výskytem vzácných druhů rostlin a živočichů.

## Historie
Údolní niva Zlatého potoka sloužila až do začátku druhé poloviny dvacátého století k zemědělství. Většina pozemků byla využívána jako louky, zatímco na údolních svazích se pásl dobytek. Ve druhé polovině dvacátého století hospodaření na vlhkých pozemcích skončilo a ty postupně zarostly náletovými dřevinami. Došlo tak k úbytku druhově pestrých biotopů. Samotný tok Zlatého potoka má přirozené koryto a nízká míra eutrofizace v jeho povodí umožňuje negativní procesy zvrátit.
Potok využívá Střední rybářská škola Vodňany k výukovým účelům. Okrajově zastoupené lesy v chráněném území jsou, s výjimkou olšin, součástí běžných hospodářských lesů s velkým zastoupením smrku ztepilého (Picea abies) a borovice lesní (Pinus sylvestris).
Chráněné území vyhlásil Krajský úřad Jihočeského kraje v kategorii přírodní památka s účinností od 26. října 2023.

## Přírodní poměry
Přírodní památka s rozlohou 88,77 hektaru leží v katastrálních územích Frantoly, Chroboly, Kralovice, Lažišťka a Vitějovice. Nachází se v údolní nivě Zlatého potoka mezi Chroboly a Vitějovicemi. Chráněné území je dlouhé asi osm kilometrů. Jeho plocha je silnicemi a areálem Forkova mlýna rozdělena do několika částí. Přírodní památka se částečně překrývá se stejnojmennou evropsky významnou lokalitou.

### Abiotické poměry
Údolí potoka se nachází v prachatické části jihočeského granulitového masivu. Geologické podloží je tvořené granulitem a biotitickým granulitem. Horniny jsou překryté naplavenými sedimenty a holocenními hlínami. V geomorfologickém členění Česka přírodní památka leží v celku Šumavské podhůří, podcelku Prachatická hornatina a okrsku Žernovická vrchovina. Nachází se v nadmořské výšce 512–658 metrů. Údolní svahy jsou strmé, ale skalní výchozy se v nich objevují výjimečně. Převládajícím půdním typem je glej typický, který místy přechází ke gleji organozemnímu a v nejníže položeném úseku u Vitějovic se objevuje fluvizem pseudoglejová.
V rámci Quittovy klasifikace podnebí se přírodní památka nachází z větší části v mírně teplé oblasti MT3, pro niž jsou typické průměrné teploty −3 až −4 °C v lednu a 16–17 °C v červenci. Roční úhrn srážek dosahuje 600–750 milimetrů, počet letních dnů je dvacet až třicet, počet mrazových dnů se pohybuje od 130 do 160 a sněhová pokrývka zde leží 60–100 dnů v roce.

### Flóra
Z ohrožených a pozornost vyžadujících druhů v chráněném území roste oměj pestrý (Aconitum variegatum), kosatec sibiřský (Iris sibirica), hojný je zvonečník černý (Phyteuma nigrum), na dvou místech tužebníkových lad se objevují menší porosty vachty trojlisté (Menyanthes trifoliata) a v jižním cípu se nachází větší populace srpice barvířské (Serratula tinctoria). Na zbytcích pastvin roste asi dvanáct přestárlých jedinců jalovce obecného (Juniperus communis).

### Fauna
Ze zástupců hmyzu je u Frantol doložena populace páskovce kroužkovaného (Cordulegaster boltonii). V roce 2019 byl ve střední části území zaznamenán výskyt motýlů modráska očkovaného (Phengaris teleius), modráska bahenního (Phengaris nausithous) a v jižní části perleťovce mokřadního (Boloria eunomia).
Údolí poskytuje životní prostor populaci stovek jedinců čolka horského (Ichthyosaura alpestris). Z obojživelníků byl dále prokázán výskyt skokana hnědého (Rana temporaria), skokana štíhlého (Rana dalmatina) a ropuchy obecné (Bufo bufo).
Přímo v potoce přežívají staří, reprodukce neschopní jedinci perlorodky říční (Margaritifera margaritifera). Naopak vitální populace zde mají vranka obecná (Cottus gobio), mihule potoční (Lampetra planeri) a střevle potoční (Phoxinus phoxinus). Předpokládá se také existence životaschopné populace mníka jednovousého (Lota lota).

## Ochrana přírody
Předmětem ochrany jsou ekosystémy mezofilních ovsíkových luk (asi třetina rozlohy), suchých smilkových trávníků (2 % rozlohy), střídavě vlhkých bezkolencových luk (2 % rozlohy), tužebníkových lad (5 % rozlohy) a potočního olšového luhu (asi 35 % rozlohy). Součástí předmětu ochrany je řada vzácných a ohrožených druhů rostlin a živočichů. Cílem ochranných opatření je zachování a obnova uvedených společenstev a prosperující populace přítomných druhů.

## Přístup
Údolím Zlatého potoka vede přibližně v úseku mezi Frantoly a Vitějovicemi zeleně značená turistická trasa.